# إيفري سور سين
ايفري-سور-سين (بالفرنسية: Ivry-sur-Seine) هي بلدية فرنسية  تابعة لإقليم فال دو مارن في إيل دو فرانس وتقع في شمال فرنسا وهي اليوم ضاحية لباريس ويسكنها حوالي 57254 نسمة حسب إحصائيات سنة 2009.

## توأمة
لإيفري سور سين اتفاقيات توأمة مع كل من:
- Wear Valley [الإنجليزية]‏
- براندنبورغ آن در هافل (1963 - )
- كايسرسلاوترن

## أعلام
- مجيد بوعبد الله
- جيان قروس
- بانو تراوري
- رضا كاتب
- تريبي ماكوندا
- ميشال بونفي
- جورج بيريك
- هوانغ جونغ بينغ
- جان رونديه
- لويز ماري اديلايد دي بوربون، دوقة أورليان

## معرض صور

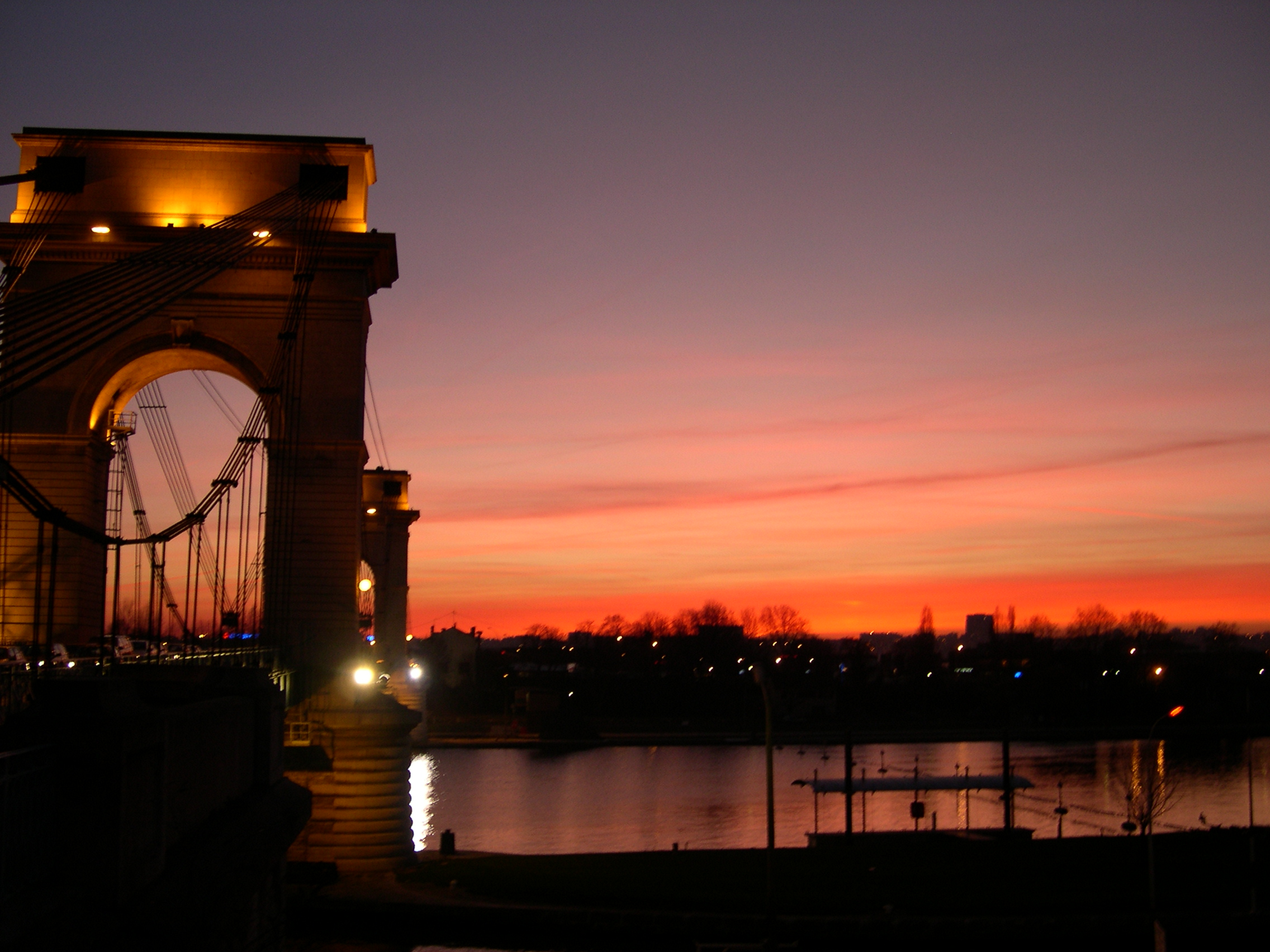
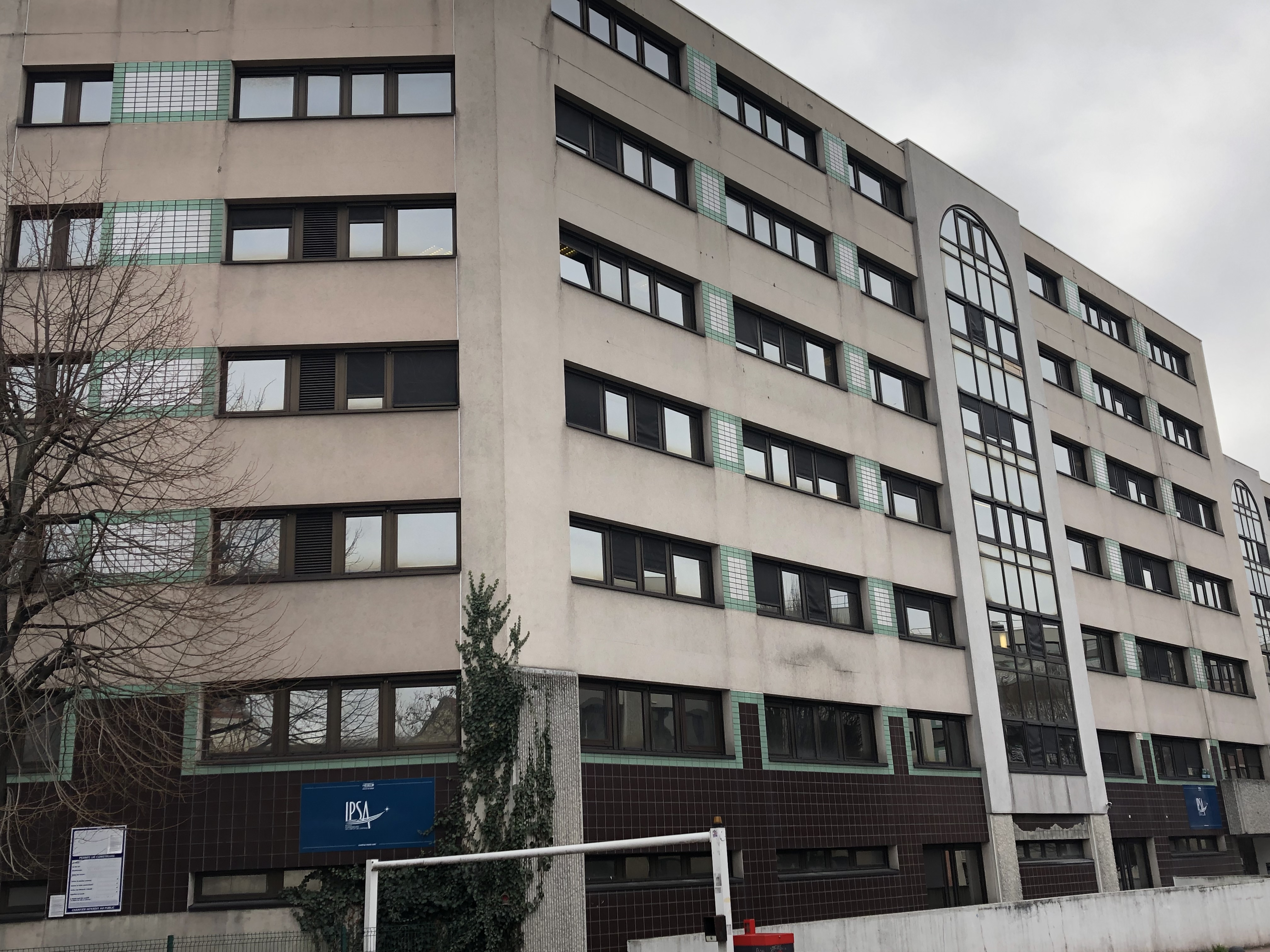
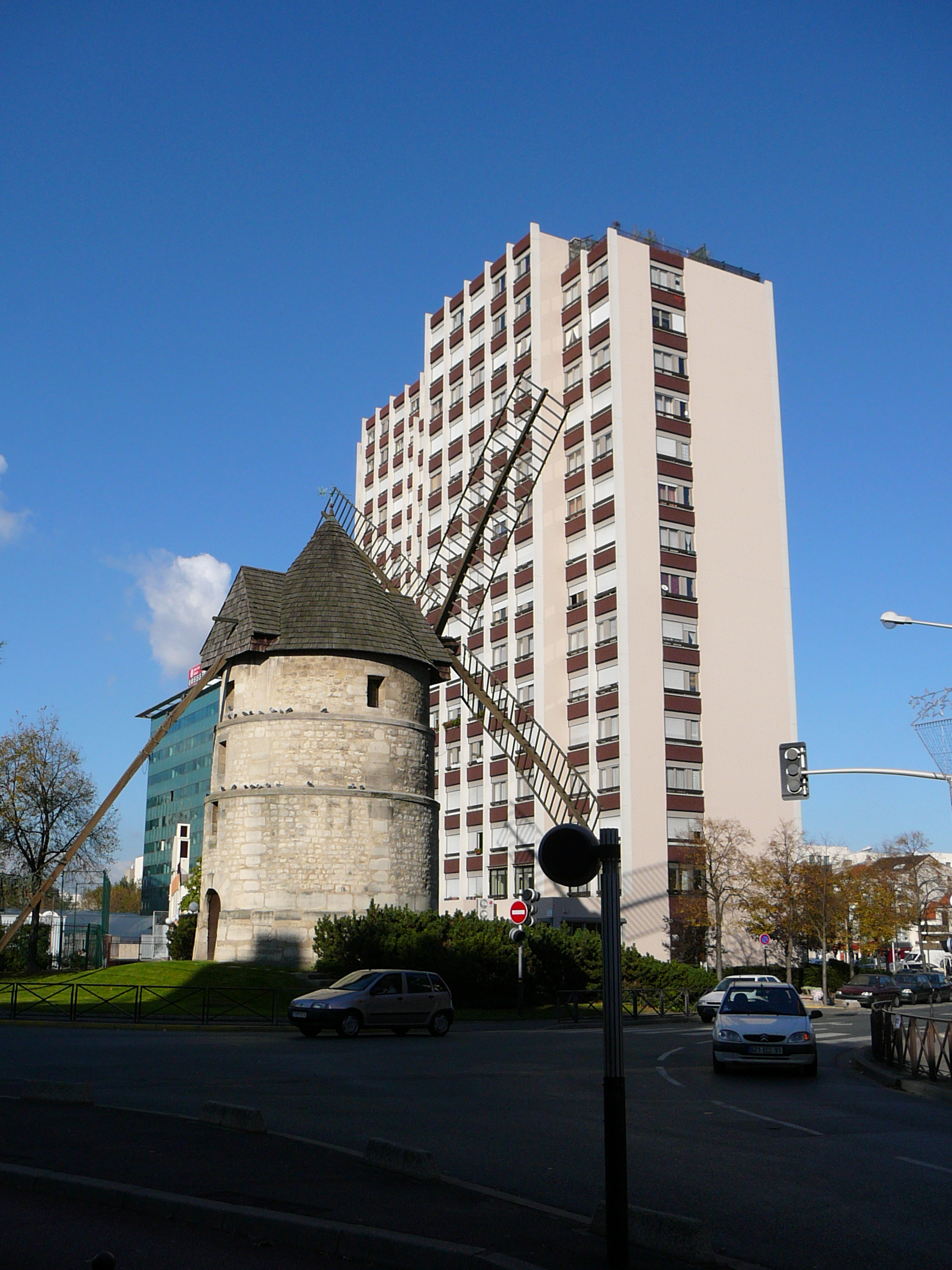
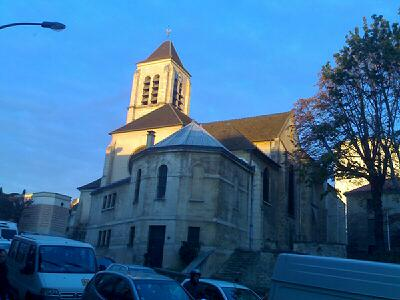
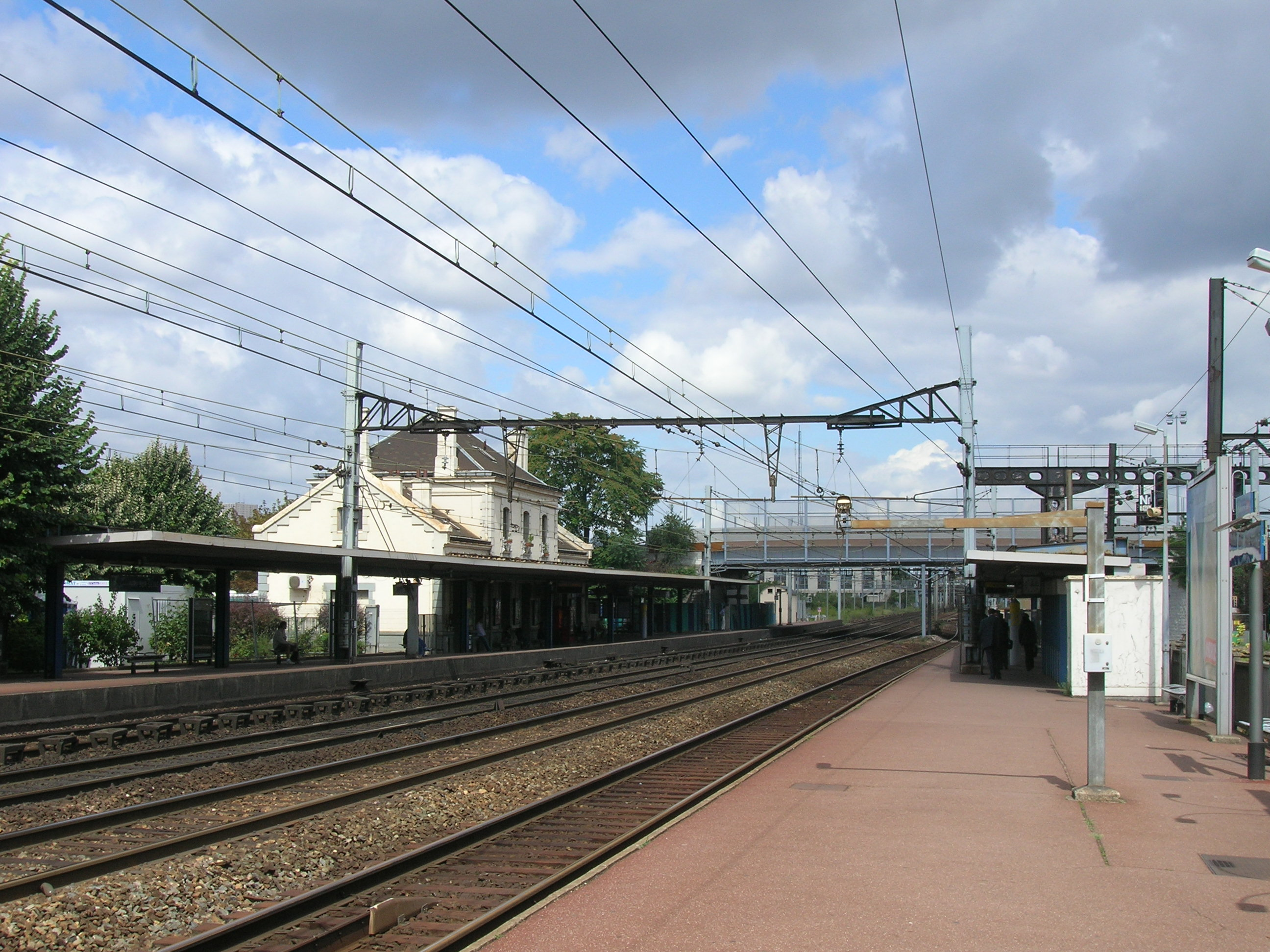

## روابط
- الموقع الرسمي لعمادة المدينة